# 帆風千春
帆風 千春（ほかぜ ちはる、4月10日 - ）は、日本の女性声優、アイドル。22/7の元リーダー。

## 略歴
- 2016年
  - 12月24日 - 応募総数10,325名の中から[2]、22/7最終オーディションに合格。エントリーナンバーは2番であった[注 1]。
- 2017年
  - 2月28日 - 「私たちの名付け親になってください」SHOWROOM配信で、名前を募集[4]。
  - 3月4日 - メンバー名発表SHOWROOM配信で、名前が「帆風千春」に決定[注 2]。
  - 5月12日[6] - 配役決定生電話SHOWROOM配信で、22/7のキャラクターの佐藤麗華の声優を担当することが正式に決定。それに伴い素顔が初公開された。
  - 9月20日 - 22/7の1stシングル「僕は存在していなかった」でメジャーデビュー。
  - 10月3日 - FM-FUJIにて放送中の「タイムマシーン3号の俺たちの穴!」にアシスタントとしてレギュラー出演開始[7]。
- 2018年
  - 7月7日 - 自らが声優を務める佐藤麗華として出演する『22/7 計算中』が放送開始。
  - 7月22日 - ダイバーシティ東京プラザ フェスティバル広場にて開催された『22/7の日「理解者」初披露!フリーライブ』にて22/7のリーダーに就任することを正式発表[8]。
  - 9月20日 - 佐藤麗華としてバーチャルYouTuberデビュー[9]。
- 2021年
  - 2月28日 - 同日をもって22/7を卒業[10]。

## 人物
前職は保育士で、直田姫奈とは当時からの仲である。
愛称は「ちはる」「ちはるん」。声優への憧れから応募。最年長結成メンバー。リーダーに任命される前からまとめ役の立ち位置にいたとメンバーから評されている。
趣味はゲーム、ベース、オクラ、ヒトカラ。ゲーム・アニメについては幅広く言及しているが、人生を変えた作品に「ペルソナシリーズ」を挙げている。趣味の「オクラ」も『戦国BASARA』の毛利元就からの影響である。また、「アイドルマスター ミリオンライブ!」のファンであることも公言しており、2018年にさいたまスーパーアリーナで開催されたライブにプライベートで参加したり、伊吹翼役のMachicoとイベントで共演した際に翼が参加している楽曲『アイル』が好きであることを本人に伝えている。
特技は身近な人の物真似、適当なお悩み相談、ポジティブ思考。

## 出演
太字はメインキャラクター。

### テレビアニメ
2017年
- DIVE!!（小学生）

2018年
- PERSONA5 the Animation（アナウンサー、女性アシスタント、他）

2019年
- Fate/Grand Order -絶対魔獣戦線バビロニア-（2019年 - 2020年、シルビア）

2020年
- 22/7（佐藤麗華）
- ハクション大魔王2020（女の子）

### 劇場アニメ
- Fate/Grand Order -終局特異点 冠位時間神殿ソロモン-（2021年、シルビア）

### テレビ番組
- 22/7 計算中（2018年 - 2019年・2020年、佐藤麗華） - season2まで
- 22/7 検算中（2021年）

### ラジオ
- 22/7 割り切れないラジオ（2017年 - 2018年、超!A&G+） - 不定期[21]
- 俺たちの穴!（2017年 - 2021年、FM FUJI）[7]
- 直田姫奈と帆風千春の「ふたラジ!!」（2020年、超!A&G+）[22]

### ゲーム
- 22/7 音楽の時間（2020年、佐藤麗華）

### ドラマCD
- グランクレスト戦記 BD/DVD特典ドラマCD（2018年、酒場の店員、少年[1]）